# Tropea
Tropea – miejscowość i gmina we Włoszech, w regionie Kalabria, w prowincji Vibo Valentia.

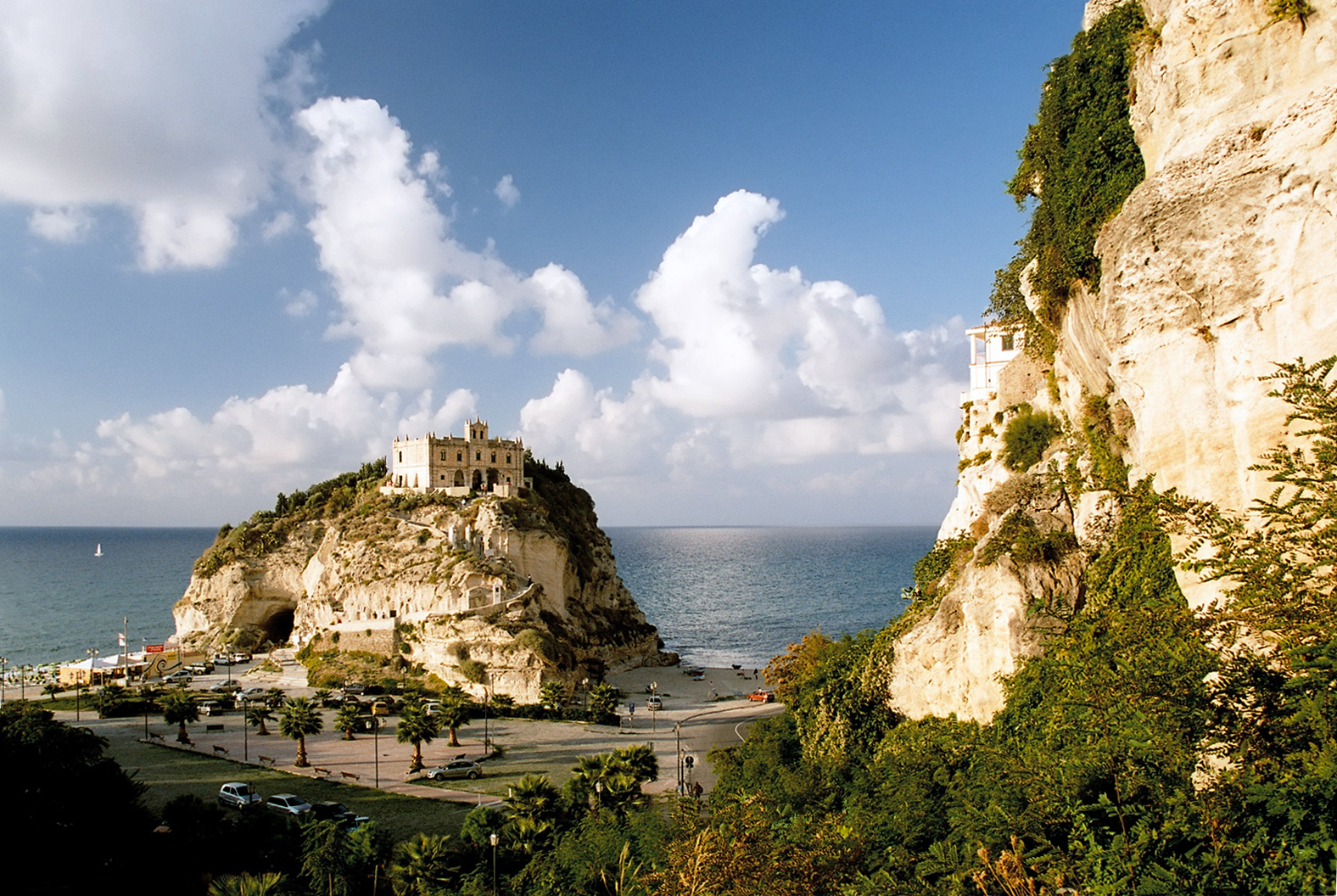
Kościół na wyspie w Tropei

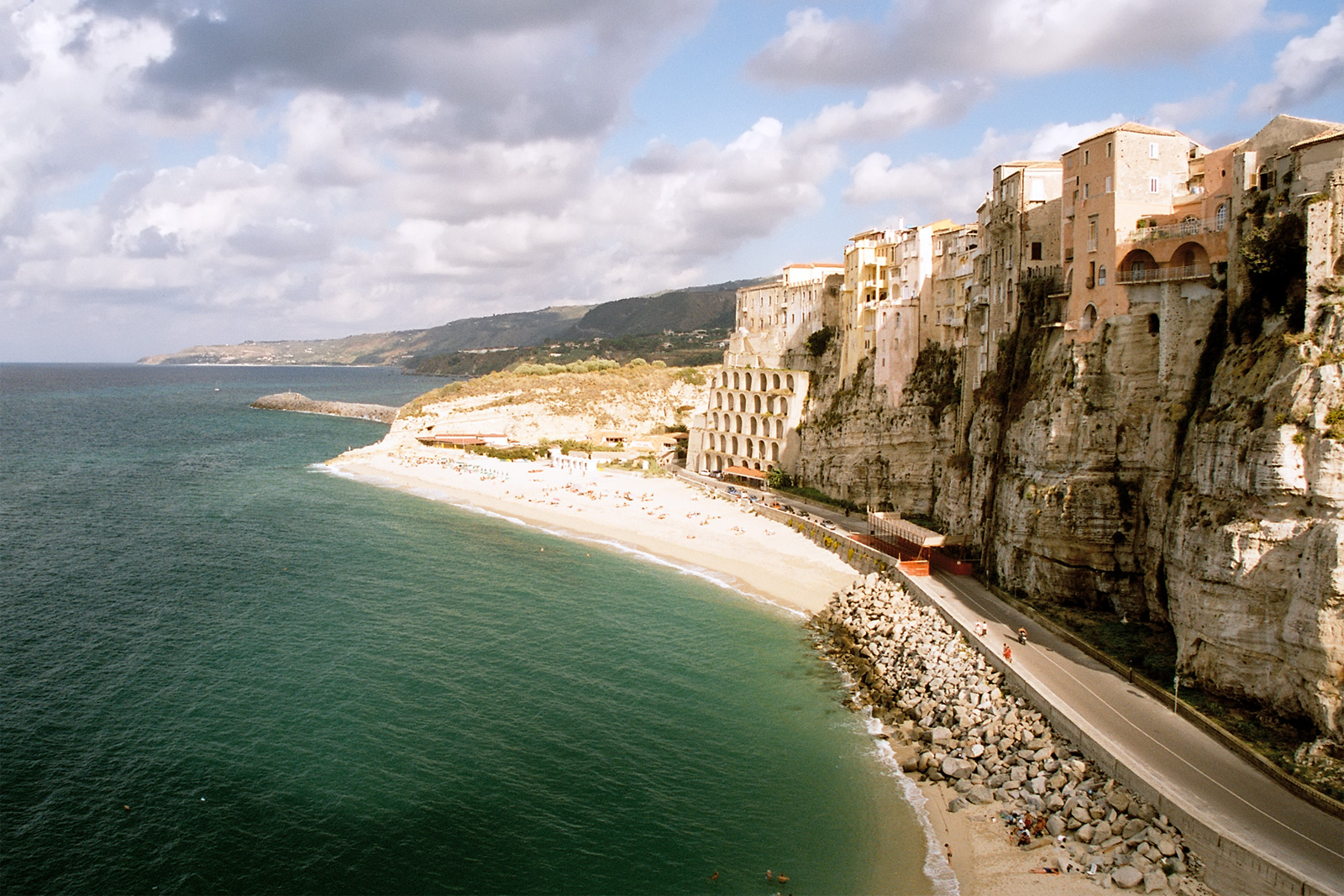
Klif w Tropei

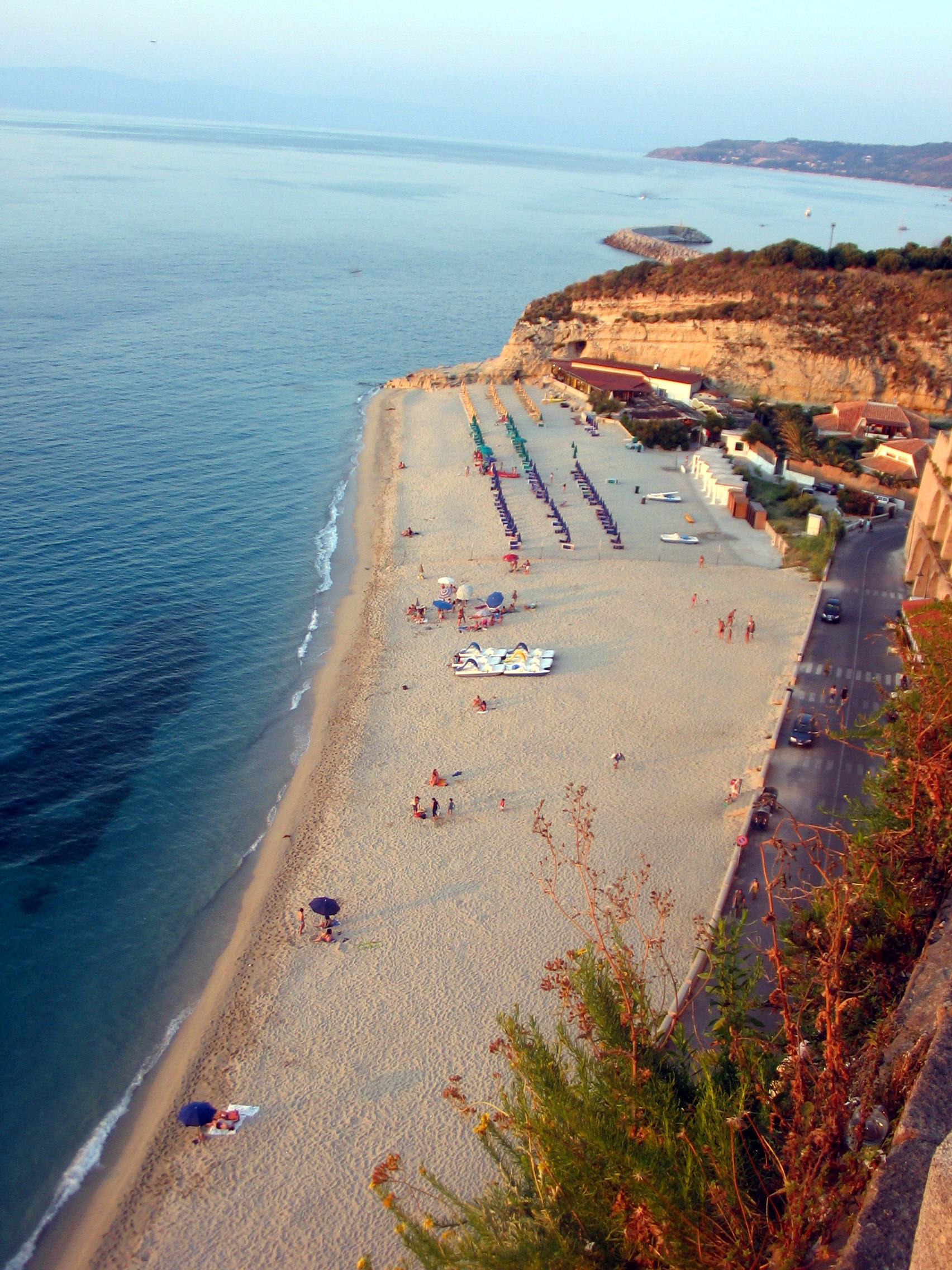
Plaża

Znakiem rozpoznawczym Tropei jest klif, na którym zbudowane jest miasto, a także znajdująca się poniżej tego klifu plaża, której centralnym elementem jest tak zwany Kościół na Wyspie - Santa Maria Dell'Isola. De facto nie jest to wyspa, a jedynie podobne do wyspy wysokie wzniesienie na plaży.
Według danych na rok 2004 gminę zamieszkiwały 6843 osoby, 2281 os./km².